# Dark Memories - Ricordi terrificanti
Dark Memories - Ricordi terrificanti (Ring Around the Rosie) è un film del 2006 diretto da Rubi Zack.

## Trama
Dopo la morte della nonna, Karen eredita la casa dove da bambina passava le vacanze assieme alla sorella Wendy. Decide di partire subito insieme al suo fidanzato Jeff alla volta della casa per svuotarla e successivamente rivenderla. All'arrivo nella casa Karen è tormentata da strani incubi. Jeff deve andarsene per motivi di lavoro, ma intanto Karen fa la conoscenza di Pierce, il custode, che la aiuterà insieme alla sorella Wendy a fronteggiare terrificanti fenomeni.